# Єрмолаєво (Кіясовський район)
Єрмола́єво (рос. Ермолаево, удм. Юрмалай) — село у складі Кіясовського району Удмуртії, Росія.
Населення — 301 особа (2010; 374 у 2002).
Національний склад:
- росіяни — 69 %
- удмурти — 28 %